# Să moară fiara!
Să moară fiara! (titlul original: în franceză Que la bête meure) este un film dramatic francez, realizat în 1969 de regizorul Claude Chabrol, după romanul polițist The Beast Must Die al scriitorului Nicholas Blake (pseudonimul lui Cecil Day-Lewis). Protagoniștii filmului sunt actorii Michel Duchaussoy, Caroline Cellier, Jean Yanne și Anouk Ferjac. 

## Rezumat
Fiul în vârstă de nouă ani, Michel, al scriitorului văduv Charles Thénier, este ucis la o răscruce de drumuri de un șofer nesăbuit care fuge de la locul accidentului fără să fie recunoscut. După ce Charles și-a depășit durerea inițială, decide să găsească și să-l omoare pe vinovat, dar nu există indicii, iar ancheta poliției este fără rezultat. Din întâmplare, Charles află că actrița de televiziune Hélène Lanson se afla în acea mașină. Pentru a afla dacă ea sau altcineva conducea mașina, el caută să o cunoască pe Hélène și devine iubitul ei. În timpul unei scurte vacanțe în Bretania, ea îl prezintă familiei ei. Așa ajunge el în casa cumnatului ei, proprietarul atelierului de reparații auto Paul Decourt. Paul se dezvăluie imediat a fi un tâmpit arogant care profită doar de alți oameni și chiar î-și umilește cu fiecare ocazie propria familie. În timpul unui tur de prezentare al atelierului lui Paul, Charles găsește mașina accidentului și în Paul fugarul.
Deși Paul este urât de restul familiei, cu excepția mamei sale, Charles nu-și dezvăluie intențiile nimănui, dar își scrie în mod explicit dorința de a-l ucide pe Paul în jurnalul pe care îl ține cu el. O relație de tată surogat se dezvoltă între Charles și fiul adolescent al lui Paul, Philippe. Acesta, care își urăște tatăl profund, chiar îl îndeamnă pe Charles să-l ucidă pe Paul, altfel o va face el însuși.
Când Paul aproape se prăbușește de pe stâncă în timpul unei excursii făcute împreună pe faleză, Charles vrea inițial să profite de ocazie, dar apoi totuși îi salvează viața lui Paul și mai târziu îl convinge să plece într-o excursie pe mare în doi cu un velier, astfel încât să poată să-l arunce peste bord. Dar în barcă, Paul scoate un pistol și îl forțează pe Charles să se întoarcă: i-a citit jurnalul și este conștient de adevăratele intenții ale lui Charles, iar jurnalul este deja la avocatul lui Paul. Se întorc pe uscat, Charles este dat afară din casă și pleacă cu Hélène. Când îi explică în timpul unei pauze în călătorie că este tatăl băiatului care a fost lovit de ei cu mașina și vrea să se răzbune pe Paul, ei află de la știrile TV că Paul a fost găsit otrăvit după plecarea lor și ca amândoi sunt din căutați de poliție, așa că se întorc la casa lui Paul.
Charles neagă inițial crima în timpul interogatoriului, dar este arestat de inspectorul Constant, care a citit jurnalul, sub o suspiciune puternică de crimă, deși Charles susține în apărarea sa că a trebuit să renunțe la toate planurile de crimă după ce a știut că Paul a citit jurnalul avea să devină cunoscut poliției. În timp ce inspectorul este încă nedumerit dacă Charles a lansat intenționat jurnalul pentru albi, apare Philippe, mărturisește crima și predă ca dovadă sticla cu medicamente în care a amestecat otrava de șobolani și pe care a ascuns-o în pivniță după crimă. Charles nu comentează acest lucru, părăsește secția de poliție ca un om liber și îi spune lui Hélène că îi va explica totul a doua zi dimineață. Cu toate acestea, nu face acest lucru personal, ci sub forma unei scrisori de adio care urmează să fie transmisă poliției, în care Charles explică în detaliu că a comis singur crima și îl exonerează în mod expres pe Philippe: ideea era ca fiul criminalului să plătească pentru uciderea fiului său, dar durerea sa totuși nu-l făcuse atât de insensibil. El însuși pleacă acum pe mare și va dispărea acolo pentru totdeauna.

## Distribuție
- Michel Duchaussoy – Charles Thénier
- Caroline Cellier – Hélène Lanson
- Jean Yanne – Paul Decourt
- Anouk Ferjac – Jeanne Decourt, soția lui Paul
- Marc di Napoli – Philippe Decourt, fiul lor
- Louise Chevalier – Madame Levenes, bona lui Charles
- Guy Marly – Jacques Ferrand
- Lorraine Rainer – Anna Ferrand
- Dominique Zardi – inspectorul de poliție
- Stéphane di Napoli – Michel Thénier
- Raymone – mama lui Paul
- Michel Charrel – proprietarul dezmembrărilor auto
- France Girard
- Bernard Papineau
- Robert Rondo – mrcanicul auto
- Jacques Masson – fiul de țăran
- Georges Charrier – șoferul de taxi
- Maurice Pialat – comisarul Constant
- Jean-Louis Maury – țăranul, proprietarul sălii de dans[1]